# Palais Cardinal (Saint-Émilion)
Pour les articles homonymes, voir Palais Cardinal.
 (juin 2011).
Si vous disposez d'ouvrages ou d'articles de référence ou si vous connaissez des sites web de qualité traitant du thème abordé ici, merci de compléter l'article en donnant les références utiles à sa vérifiabilité et en les liant à la section « Notes et références ».
Le Palais Cardinal est un hôtel-restaurant français situé à Saint-Émilion, dans le département de la Gironde, à quarante kilomètres de Bordeaux, au sein de la région du Sud-Ouest.

## Situation
L'hôtel est situé à l'entrée nord de la cité moyenâgeuse de Saint-Émilion, accolé à l'antique porte Bourgeoise (l’une des 6 à St-Emilion). Il se trouve dans l'enceinte de l’ex-demeure du premier Doyen de l’église collégiale de Saint-Emilion Gaillard de Lamothe « neveu du Pape soldat Clément V », nommé Cardinal de Sainte-Luce en 1316.
Depuis 1878, cette demeure est un hôtel familial, dirigée par Jean-Guy et Christine Beyney représentant la troisième génération.

## Services
L'hôtel comporte 27 chambres et un restaurant.